# Pepta simplex
Pepta simplex là một loài ốc biển, là động vật thân mềm chân bụng sống ở biển trong họ Cancellariidae.